# Martin Brodeur

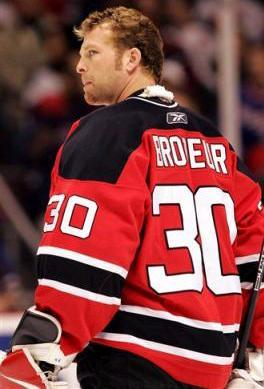
Martin Brodeur.

Martin Pierre Brodeur (6 de mayo de 1972, Montreal, Canadá) es un exportero profesional de hockey sobre hielo que militó durante veintidós temporadas en los New Jersey Devils aunque finalmente acabó su carrera tras jugar sólo siete partidos con los Saint Louis Blues. Ha ganado la Stanley Cup en tres ocasiones, cinco títulos de Conferencia, dos medallas de oro olímpicas y tiene en su poder una inacabable lista de récords como portero en la NHL, siendo considerado uno de los mejores porteros de todos los tiempos.
Brodeur ha conseguido cuatro veces el Vezina Trophy, cinco veces el Jennings Trophy, una vez el Trofeo Calder, diez participaciones en el All Star además de haber marcado tres goles, siendo el único en conseguir un GWG.
Brodeur fue un portero de estilo híbrido. Es también conocido por sus grandes reflejos, especialmente con la caza (o cazoleta) y su fuerte posición de juego.
- Datos: Q357465
- Multimedia: Martin Brodeur / Q357465